# Rosa glauca
La rosa inglesa o rosa de hoja roja (Rosa glauca) es una especie de rosa perteneciente a la familia de las rosáceas.

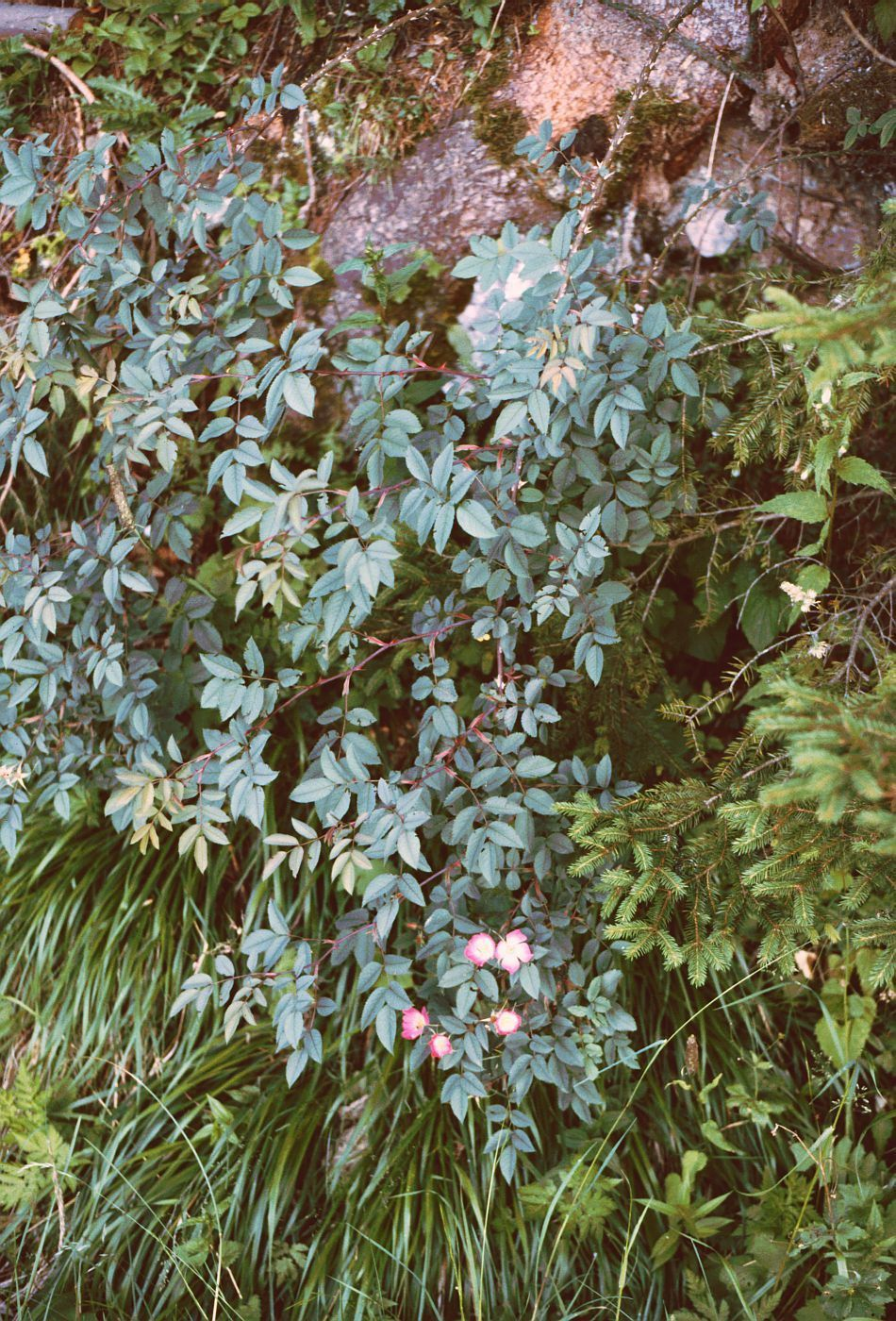
Detalle del follaje de Rosa glauca

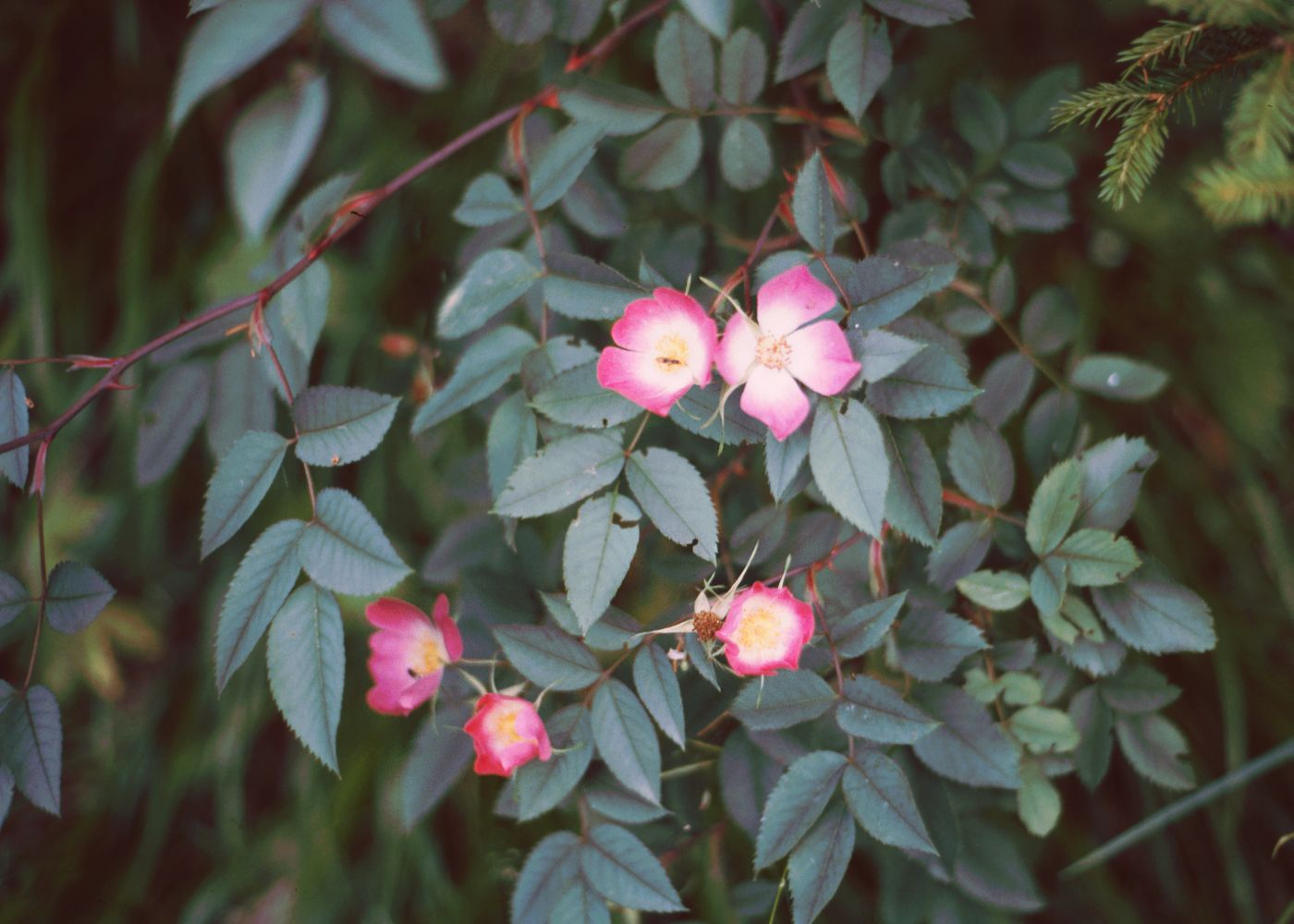
Flores y hojas de Rosa glauca

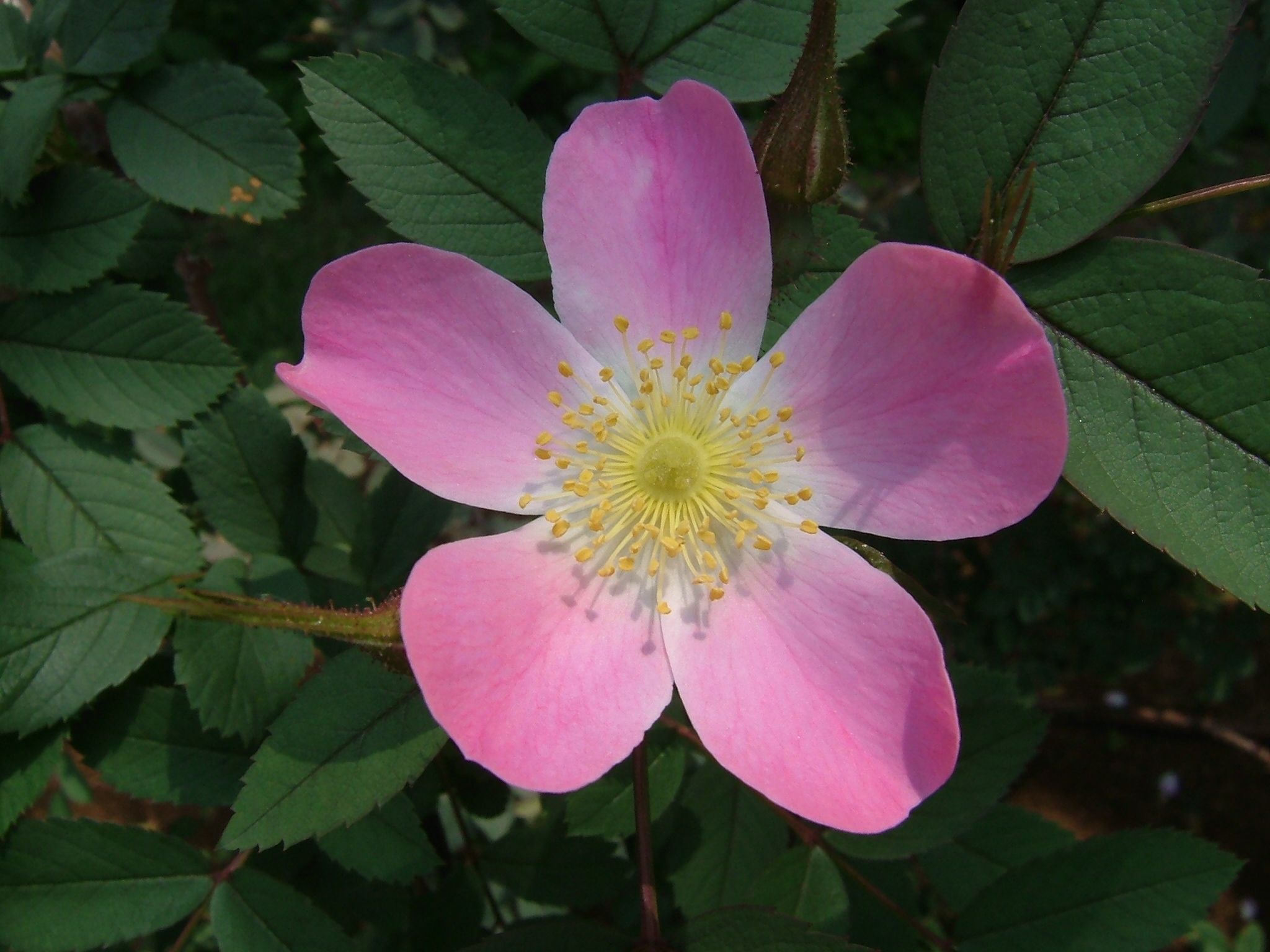
Flor

## Distribución
Es  nativa de las montañas del centro y sur de Europa, de España Pirineos, este de Bulgaria,  norte de Alemania, Polonia.

## Descripción
Es un arbusto caduco grande de ramaje espinoso, alcanzando 1,5-3 m de altura. Son muy distintivas sus hojas, glaucas azul verdosas a cobreadas o purpúreas, y cubiertas de una cerosidad  brillante; tienen 5-10 cm de largo y 5-9 folíolos. Las flores  son frágiles, rosadas claras de 2,5-4 cm de diámetro, en grupos de 2-5.  Fruto escaramujo rojo oscuro, globoso de 10-15 mm de diámetro. 

### Cultivo y usos
Esta rosa no fue extensamente culivada en jardines hasta el fin del siglo XIX, cuando estas refinadas, silvestres y bellas flores rosáceas de estación comenzaron a ser apreciadas. Sus pétalos caen fácilmente por el rociado del riego, tanto como por el viento y la lluvia. La especie se naturalizó en el extremo norte de Europa, particularmente en Escandinavia.
Un híbrido con Rosa rugosa ha resultado en el cultivar 'Carmenetta'.

## Taxonomía
Rosa glauca fue descrita por Pierre André Pourret y publicado en Histoire et mémoires de l'académie royale des sciences..... 3: 326. 1788.
Etimología
Rosa: nombre genérico que proviene directamente y sin cambios del latín rosa que deriva a su vez del griego antiguo rhódon, , con el significado que conocemos: «la rosa» o «la flor del rosal»
glauca: epíteto latíno que significa "de color vede azulado". 
Sinonimia
- Ozanonia livida (Host) Gand.
- Ozanonia rubrifolia (Vill.) Gand.
- Rosa cinnamomea var. rubrifolia Vill. ex Thory
- Rosa ferruginea Vill.
- Rosa glaucescens Wulfen
- Rosa gutensteinensis J.Jacq.
- Rosa ilseana Cr‚p.
- Rosa livida Host
- Rosa lurida hort. ex Andrews
- Rosa majalis var. rubrifolia (Vill. ex Thory) Wallr.
- Rosa pauciflora Opiz
- Rosa rubicunda Haller f.
- Rosa rubrifolia Vill.[2]